# Illa de Magaruque
L'illa de Magaruque, coneguda també antigament com a Illa Santa Isabel és una illa par de l'arxipèlag de Bazaruto, a la costa de Moçambic. Administrativament depèn de la província d'Inhambane al sud d'aquest país africà. Es troba a 5,6 quilòmetres al sud de l'illa de Benguerra, i a 9,9 km a l'est de Punta Chue en la part continental de Moçambic.
L'illa posseeix 2,4 km de longitud de nord a sud, i un ample de fins a 1,0 km. La seva superfície és de menys de 2 km². És propietat del multimilionari empresari de Zimbabwe John Bredenkamp.